# Guy Roberge
Guy Roberge (1915 - 1991) a été le premier commissaire francophone de l'Office national du film du Canada (ONF), Il a dirigé l'ONF de 1957 à 1966, avant de devenir délégué général du Québec à Londres.

## Biographie
Il est décédé à l'âge de 76 ans en 1991.